# Postcardware
Postcardware (cardware) — форма распространения ПО, в рамках которой автор распространяет свою программу указывая, что будет рад, если пользователи, получившие её, вышлют ему почтовую открытку. Подобно другим подобным полушутливым формам распространения (beerware, emailware), эта форма не является жёстко контролируемой. Тем не менее есть случаи, когда программа распространяется в пробном режиме и только после того, как автор получит открытку пользователь сможет использовать её в полной мере (примером может послужить текстовый редактор EditPad Classic).

## Программы
Впервые концепция была сформулирована Аароном Гилесом, автором программы JPEGView. Другим популярным примером postcardware является roguelike игра Ancient Domains of Mystery, автор которой коллекционирует почтовые открытки со всей планеты.
Популярная среди цифровых фотографов программа Exifer также является postcardware. Dual Module Player и Linux также были postcardware какое-то время.